# 마드모아젤 율리아
마드모아젤 율리아(일본어: マドモアゼル・ユリア, 영어: Mademoiselle Yulia, 1987년~)는 일본의 디스크 자키, 가수이다.